# North Battleford
North Battleford är en stad i den kanadensiska provinsen Saskatchewans centralvästra del. Staden grundades 1906 som ett samhälle (village) och blev småstad (town) 1907, stad (city) 1913. Den breder sig ut över 33,55 kvadratkilometer (km2) stor yta och hade en folkmängd på 13 888 personer vid den nationella folkräkningen 2011.